# どろろ (2019年のアニメ)
『どろろ』は、手塚治虫の漫画『どろろ』を原作として、2019年に制作された日本のテレビアニメ。

## 概要
2019年1月から6月まで、TOKYO MXほかにて全24話が放送された。制作はツインエンジン、放送時間は放送局の節を参照。ナレーションは麦人が務める。
同作品の企画がスタートしたのは2016年頃で、治虫の原作絵を活かしたアニメ化の路線も考えられていた。その後2018年3月19日に新たなテレビアニメ化が正式に発表された。
原作の大まかなストーリーや設定は活かしつつ、キャラクターのデザインや設定に大幅なアレンジが施されている。特に百鬼丸の性格設定が原作とは大きく異なる。
第23回文化庁メディア芸術祭アニメーション部門審査委員会推薦作品。

## あらすじ
醍醐の国の領主・醍醐景光は地獄堂の十二の鬼神に領土の守護と権力を願うが、代わりに生まれたばかりの息子から体が欠損する。それから16年後、盗みで生き抜く孤児のどろろは、義手に仕込んだ刀で妖怪を倒し、皮膚を取り戻した青年・百鬼丸と出会う。景光の子は川に流されたあと、医師の寿海に保護されていた。彼は百鬼丸と名付けられ、義手と義足をつけて育てられた後、失った体を求めて旅をしていた。どろろは百鬼丸の旅に同行。百鬼丸は妖怪を倒すたび、体を取り戻して行き、どろろにも心を開いて行く。
やがて妖怪を倒しても体が戻らないことに気付いた百鬼丸は、醍醐の国へ向かうと、繁栄を謳歌していた醍醐の国では戦や疫病によって再び国が乱れようとしていた。景光の息子で百鬼丸の弟・多宝丸は、百鬼丸こそが国を滅ぼす鬼神として、百鬼丸に立ち向かう。死闘の末、百鬼丸は多宝丸と最後の鬼神を倒し、全ての体を取り戻す。
景光は再び地獄堂にこもり、亡くなった多宝丸と共に国を守る鬼神となることを願うが、景光に対し百鬼丸は「人として生きろ」と諭し、一人旅に出る。どろろは村人たちに、亡き父親が遺した隠し財産で武士に頼らない新しい国を作ることを提案。百鬼丸との再会を願いながら戦国の世を歩きだす。

## 登場キャラクター
百鬼丸（ひゃっきまる）
声 - 鈴木拡樹
年齢は第一話の時点で16歳。容姿は母親似。原作とは異なり誕生時は普通の赤子として誕生し、すぐに鬼神により体の部位を奪われる。本作では鬼神によって失われた体の部位は11か所となっている。
また、原作の百鬼丸はテレパシーと超感覚を備えた超能力者であり、身体が無くとも他者とのコミュニケーションや日常生活にはほとんど不自由していなかったが、同作品においては第六感でぼんやりと見える魂の色で敵意を判別できる程度であり、第一話の時点では目も見えず、耳も聞こえず、口もきけない上、皮膚の代わりに精巧な仮面を顔にかぶっているため表情も無い身体障碍者であることがはっきりと描かれている。そのため、放送開始前より百鬼丸役として告知されていた鈴木拡樹の声が劇中で聞こえるのは、声を取り戻した第五話からとなる。また、痛覚を取り戻したことで戦闘のダメージを感じるようになったり、聴覚を取り戻したことで慣れない音に悩まされたりするなど、本当の身体を取り戻したことによるデメリットが描かれている。さらに、精神面では原作や1969年版で心が十分に人間として描かれていたのに対し、同作品では身体の欠損故に五感も奪われており、その心はまるで生まれたての子供のように未成熟・未分化の状態として描かれている。
赤子の頃、産婆により川に流されたところを寿海に拾われ、義肢などの仮の身体を与えられ彼の元で育ち、寿海の元を離れた後、鬼神・泥鬼を倒す際にどろろを助け、以後2人で旅するようになる。聴覚を取り戻し、慣れない音に苦しんでいる時にミオと出会い、彼女の看病を受ける。その後、後述の蟻地獄との戦闘に入るも右足を食われ、相手に手傷を負わせることで同時に声を取り戻す。負傷した状態で無理に戦おうとするもミオに止められ、再び看病されながら彼女と心を通わす。その後、彼女のために蟻地獄を死闘の末に倒すも、ミオや孤児たちを武士たちに殺され、怒りで我を忘れ、修羅の如く武士たちを皆殺しにする。殺戮を終えるとミオの遺体を抱きしめ、初めて彼女の名を呟く。この出来事は百鬼丸の心に深い悲しみを抱かせることになる。その後はどろろと共に各地を回りながら、体を取り戻して行く。また、当初はたどたどしかった口調も回を追うごとに流暢になってきており、簡単な受け答えぐらいなら直ぐにこなせるようになった。第十一話にて醍醐領で九尾と戦い、死闘の末に逃してしまう。その後、父・景光と邂逅する。再会直後に景光に命を狙われ、その時に景光が発した言葉に疑問を抱いたため景光の屋敷へ行き、自身の出自を知る。その後は、父だけでなく母や実の弟とも敵対することとなってしまい、以前よりも鬼神を倒すことに固執するようになり、なりふり構わない言動が目立つようになった。ミオを殺された怒りから人を殺めて以降、その魂の色には鬼神の残り火が強く現れるようになった。マイマイオンバを倒したことで、鬼神を倒すと醍醐の国に様々な災厄が降りかかることを間接的に実感するも、体を取り戻すことを諦める気は無く、誰を犠牲にしようとも体を取り戻すと決めている。また、マイマイオンバとの約定について語る鯖目と出会ったことで、醍醐の親族にも強い敵意を抱くようになる。マイマイオンバとの戦いで左足の義足を失ったため、再び義足を求めて寿海の元に赴くが、鬼神と醍醐との約定について聞いた寿海に拒否される。その後、二郎丸を倒したことで本来の左足が戻った。第二十話で、三郎太と鵺によってどろろと共に崖から落下した際にどろろの腕が岩に挟まって動けなくなってしまい、結果的に自分1人だけの力では助け出すことができなかった。この出来事をきっかけに、より自分の身体を取り戻すことに執着するようになり再び醍醐の国に行き身体の残りの部分を取り戻すことを決意する。第二十一話の終盤で、自分を亡き者にしようとする醍醐の兵達と戦闘になり、その最中にどろろを連れ去られてしまう。その後、第二十二話では自身と同様に醍醐に恨みを抱いて妖怪と化したミドロ号の力を借り、醍醐の兵を殺戮して回る。また、どろろがそばに居ないせいか、半ば狂乱状態で見境が無くなりつつあり、第二十三話で多宝丸と戦っている際にどろろと縫の方と遭遇し、どろろに戦いを止めるように言われるも、縫の方を見るやその場から逃げるように立ち去る。その後は、自分の体を取り戻すことへの執着と周囲の考えとの違いから葛藤するも、多宝丸を追い掛け醍醐の城で一騎討ちの戦いに突入する。第二十四話では、多宝丸をあと一歩のところまで追い詰め、とどめを刺そうとするも、寸前にどろろやこれまで出会ってきた者たちのことが頭をよぎり思いとどまる。直後に改心した多宝丸から目を返され、その場に現れた十二体目の鬼神を一刀両断し、駆け付けた寿海と縫の方によって抜け道から逃がされ、どろろと再会する。それからは崩れ落ちる醍醐の城を見届ける。後日、どろろと共に集落に留まりながら、自分がどうすべきかを考え、地獄堂にて景光と再会し対話するも、景光を斬ることなく、自分は修羅の道には行かないことを告げ、「あんたも人として生きろ」と諭し、地獄堂を後にする。それからはどろろには何も告げずに人知れず旅に出て、数年後の成長したどろろとの再会を示すような描写で物語は幕を閉じる。ちなみに雑誌アニメージュにおけるアニメキャラ人気投票では百鬼丸が群を抜いた票数で1位に輝いている。
どろろ
声 - 鈴木梨央
年齢不詳。容姿は母親似。性格は父親に似て強気で強情であり、イタチからも指摘されている。男勝りな性格と口調だがれっきとした女の子で、第九話にて病に倒れたどろろを看病した尼僧より女の子であることが明言されている。原作では百鬼丸の持つ名刀を盗むのが目的と称して旅の連れをしていたが、同作品においては百鬼丸の力で妖を退治してその礼金を得るために連れとなり、戦闘力はあるが日常生活に危なっかしいところがある百鬼丸を世話している。第四話で憑りつかれた妖刀似蛭から助けられた際に、百鬼丸を「兄貴」と呼ぶようになる。生意気だが、人懐っこい性格。しかし、戦乱の世を生き抜くだけあって、ミオの夜の仕事にも理解を示すなどシビアな面もある。どろろの存在は、ミオを失い実の家族とすら敵対せざるを得ない百鬼丸にとっては唯一の心の拠り所となっている。ところが、マイマイオンバとの戦いの後、自身の体を取り戻すためならなりふり構わず、醍醐の国の者達を一切憂慮しない百鬼丸にショックを受け、彼の元を離れてしまう。その後、第十八話で鬼神としての本性を現した二郎丸に襲われていたところを、どろろを捜しにきた百鬼丸に助けられ彼との再会を果たす。第十九話では自身の存在について、「兄貴と一緒に旅ができるのはオイラしかいねえ」と自負している。第二十話では、三郎太と鵺の策略により、右腕が岩に挟まれるが琵琶丸に助けられた。第二十一話の終盤で百鬼丸と醍醐との戦闘の際に醍醐の兵に囚われてしまうが、第二十二話では縫の方に助けられる。第二十四話では百鬼丸を追って醍醐の城に向かい、縫の方と琵琶丸の助けで百鬼丸と再会する。その後は百鬼丸と共に集落で過ごし、人知れず旅に出た百鬼丸との再会を願いながら集落の者たちと新たな生活を始めた。エピローグでは成長した姿が描かれ、百鬼丸との再会を示すような描写で物語は幕を閉じる。この最後に関して後に監督が「どろろと百鬼丸はおそらく再会したことでしょう。当時の日本はそんなに広い国じゃなかったわけですし(笑)」と語っている。またブルーレイボックス下巻封入特典のアニメ絵コンテ集にて、どろろの成長後の年齢は12歳のイメージであったことが判明している。
第十三話で温泉に入った際に背中に地図のような模様が浮き出していたが、原作と異なり本人に自覚はなかったようである。その後、第十五話の終盤で百鬼丸と別れた直後、偶然再会したイタチに背中にある地図を見せるよう迫られ、第十六話ではイタチに捕らえられて金探しに利用される。その後、協力して三郎丸を倒すが、それでもイタチは考えを改めず、第十八話で彼により縄で縛られて鬼神化した二郎丸に喰われそうになった所を百鬼丸に助けられ仲直りする。父親の隠し財産を見つけるが、以前琵琶丸から受けた助言に従ってほとんど手を付けずに立ち去り、最終話の終盤で新しい国を作るため、財産を取りに行く。
琵琶丸（びわまる）
声 - 佐々木睦
同作品では「琵琶法師」ではなく「琵琶丸」名義。狂言回しとして大幅に出番が増えており、百鬼丸との出会いも彼の出生時に早められている。盲目ではあるが、百鬼丸と同様に相手の魂の色が炎のように見えるため、琵琶に仕込んだ刀で妖怪を斬り伏せるなど腕が立つ。赤子の頃から百鬼丸の魂の中に鬼神の色を感じ、気にかけていた。一人旅をしており、百鬼丸とどろろの連れではないが、行く先々で偶然出会う縁を持つ人物。第十一話で百鬼丸と再会したとき、百鬼丸が人を殺めたことを察知した。第十四話では、どろろに地図を遺したどろろの両親の覚悟や、お金を見付けた後の使い道についてどろろを諭す一方で、百鬼丸には鬼神を倒して体を取り戻しても、その代償として醍醐領に災厄が降りかかることや、鬼神を倒した後の目的が現段階では皆無であることを殊更に強調し、第十五話でどろろと百鬼丸が決別する遠因となる。第二十話では、三郎太と鵺によって百鬼丸と共に崖から落とされ岩に腕が挟まり動けなくなったどろろを助けた。第二十四話ではどろろの手助けをし、その後は百鬼丸やどろろと共に崩れ落ちる醍醐の城を見届ける。後日、集落で金の使い道について語るどろろに対して、かつて自身も侍であったことをほのめかす言動をしている。
醍醐 景光（だいご かげみつ）
声 - 内田直哉
私利私欲のみを理由に生まれる前の息子を魔物の生贄とした原作とは異なり、同作品では「天下に名を轟かせたい」という望みと同時に、たび重なる飢饉と流行り病によって死を待つばかりの領民をどうにかしたいという思いを抱いており、神仏に祈っても無駄だったため鬼神と契約して望んで外道に堕ちた。息子の生贄も自分で指定したわけではなく、「天下以外で我が手に入るものなら何でも」差し出すと言った結果、後に身体が無い赤子が生まれたため、これが代償だと悟っている。
赤子を捨てて以来、領地は繁栄を続けていたが、近年になって地獄堂の鬼神像が破壊されるたびに領地に災厄が起こるようになったため、赤子の行方を捜すよう配下に命じる。また、醍醐領のみが極端に潤ってしまったため、それを狙う朝倉、酒井、柳本といった周辺の各所領と戦が絶えない。第十一話にて百鬼丸と邂逅する。自分の行いの非を認めつつも国のためにやむを得ない犠牲だったとしており、百鬼丸を亡き者にしようとする。第二十四話では朝倉との戦の結果、多くの兵を失い、地獄堂にて座禅を組んでいる最中に百鬼丸と遭遇する。その際も自身の行いを悔い改めることはなかったが、百鬼丸が自身を殺さず彼から人として生きるよう諭されたことから、百鬼丸を鬼神の生け贄にせず跡取りにしていれば、真に自分が望んだ国を作れたことを悟って自身の行いを悔い、その場に泣き崩れる。その後は消息不明となっている。
多宝丸（たほうまる）
声 - 千葉翔也 / 松田颯水（子供時代）
五体満足の身体で生まれたため、景光の跡継ぎとして何不自由なく育てられたが、母の関心が自分以外の何者かに向けられていることを幼少時より察しており、常に満たされない思いを抱いている。また、かつての醍醐領の有様を伝え聞いており、現在の発展を景光の手腕と信じ深く尊敬している。第十話「多宝丸の巻」では苦しんでいる村人の求めに応じて妖怪退治を買って出て、蟹化物との戦いの中で、個人の武勇や部下を率いる指揮能力、作戦立案能力、兵士や領民を鼓舞するカリスマ性といった次期領主としての器量を備えた人物として描かれている。また、自身の非力を恥じる面などもあり、原作のような傲慢な人物像とかけ離れている。第十二話で百鬼丸の存在と両親の過去を知る。当初は百鬼丸に同情的であり景光の非道を一度は非難するも、百鬼丸を助ければ自国が滅びることを告げられ葛藤する。民を見捨てることが出来ず、最終的に百鬼丸と敵対する道を選ぶ。以後は情で刀を鈍らせまいと、長い眠りから覚めた縫の方にすぐに会わなかったり、民家の屋根裏に住み着いた妖怪の家族を殺すために家に火を放ったりするなど、敵に対しての慈悲の心を捨てたような行動を取るようになる。第十八話では、兄である百鬼丸のことも敬称の「兄上」ではなく「百鬼丸」と呼び捨てにし、迷いの無い攻めで百鬼丸を窮地に陥らせたが、しらぬいの介入によって戦いは痛み分けに終わった。第二十一話の終盤で、再び百鬼丸と対峙するも、陸奥と兵庫を負傷させられ、やむを得ず撤退する。その後、第二十二話では負傷させられた2人を見て、百鬼丸に激しい憎しみを抱くようになり、十二体目の鬼神の元に向かった陸奥を連れ戻すために兵庫と共に彼女の元に向かい、十二体目の鬼神から失った目と額に百鬼丸の目を授けられ、それぞれ失った部位を取り戻した陸奥と兵庫を引き連れて百鬼丸の元に現れ、百鬼丸の体を奪うために戦いを仕掛ける。第二十三話で陸奥と兵庫を失い、より決意を固め醍醐の城で百鬼丸に一騎討ちを仕掛ける。第二十四話では百鬼丸との死闘の末に敗北するも、自身の命を奪わなかった百鬼丸に対して敗北を悟り改心する。直後に自ら目を抉って百鬼丸に返し気を失う。その後、城に駆け付けた縫の方と寿海に見守られながら、最期は2人と共に焼き崩れる醍醐の城の中で運命を共にした。改心した後は再び百鬼丸のことを「兄上」と呼んでいる。また、百鬼丸への敵意も縫の方の気持ちが百鬼丸に向いていたことに由来しており、縫の方の膝の上で今まで寂しい思いをさせてきたことを謝罪され、安心するように静かに眠り、息絶えた。
上述の通り、原作や1969年版とは異なり、最後の鬼神となる。
「ばんもん」で百鬼丸と斬りあった際に右目を負傷する。なお、原作の「ばんもん」では百鬼丸により討たれていたが、同作品では生存している。また、原作では髪の毛が蟹の足のように頭の左右に広がった独特の髪型をしていたが、同作品では面影を多少残しつつも容姿が修正されており、父親似。
陸奥（むつ）、兵庫（ひょうご）
声 - 棟方真梨子（陸奥） / 松田健一郎（兵庫）
同作品のオリジナルキャラクター。多宝丸に幼いころから仕える武士の姉弟。陸奥は弓を得意とする男装の女性で、兵庫は鉄棍を武器とする巨漢である。多宝丸のためであれば命を捨てることも辞さないどころか、味方であるはずの醍醐方の武士に自白剤を盛るなど手段を選ばない。陸奥によれば、2人とも幼少時に囚われの身になっていたらしく、第二十一話の回想では、景光に救われ多宝丸と共に姉弟同然で育った様子が描かれた。同話の終盤にて、百鬼丸との戦闘の際に兵庫は右腕を、陸奥は左手を失う。その後、第二十二話で流行り病に冒されていることが判明した陸奥は、多宝丸のために鬼神に自らの身を捧げようとするも、十二体目の鬼神から求めるのは百鬼丸の体のみと知らされ、多宝丸共々、失った体の部位に該当する百鬼丸の肉体を授けられ、百鬼丸の前に姿を現す。第二十三話では多宝丸と百鬼丸の戦いを邪魔させないようミドロ号と戦い、ミドロ号の隙を突いて兵庫が刀を突き刺すが、最後の力を振り絞ったミドロ号によって、首を食いちぎられたうえ、陸奥も後ろ足で蹴り飛ばされ、息を引き取る。2人が命を落とした直後、百鬼丸が両腕を取り戻した。
寿海（じゅかい）
声 - 大塚明夫
同作品では、戦場を回り体の部位を失くした死体に義手・義足などを付けて弔う医師として登場する。第三話「寿海の巻」では彼の過去が回想として掘り下げられている。元は斯波氏の家臣であり、主君の命で逆らう民を磔にして指や耳を切り取って痛めつけてから殺していた。自身の所業に耐え切れず崖より海へ身を投じるも、大陸の船に拾われて命を長らえ、義手・義足などの制作技術を身に着け、日本に戻る。その技を生かして医師として周辺の民から慕われていたが、義足を与えられ寿海を「師匠」と慕っていた孤児のカナメは、寿海が父の仇と知り激高し、侍に腕を切られた子供に義手をつける手伝いを最後に義足を捨てて立ち去ってしまう。その直後に、川を流されてきた身体の欠損した赤子と出遭う。赤子に百鬼丸という名前と義手・義足を与え育てる中で、物の怪が百鬼丸に引き寄せられることに気付き、自衛のために剣術を教える。ある時、百鬼丸が物の怪を倒した直後に生身の右足が生えたのを目の当たりにしたことで、彼の身体が物の怪に奪われていることを悟り、義手に刀を仕込んで旅立たせた。
第十七話「問答の巻」に再登場し、視覚を除く五感を取り戻した百鬼丸と再会、彼が無事に生きていたことに感動するが、景光が彼の背中(五体すら鬼神に預けた)に背負わせたものを聞いて、自身が百鬼丸を助けたことを後悔する。それでも、百鬼丸が1人ではないと知ったことや、彼から「おっかちゃん」と呼ばれたことなどから、安心して彼を送り出す。
第二十三話「鬼神の巻」より三度登場。第二十四話「どろろと百鬼丸」では、燃え盛る醍醐の城へ入り、助けた縫の方と共に百鬼丸と多宝丸の居る場所へ行って、「人の心を宿しなさい」と百鬼丸を諭した後、焼き崩れる醍醐の城と運命を共にする。
多くの命を奪ったことから己自身の命に価値を見出だしておらず、生きる気力も無いため、妖怪からは死人と見なされ襲われることがなかったが、第十七話の最後で妖怪に認識され、足に噛みつかれたことから、再び生気を取り戻した模様。
縫の方（ぬいのかた）
声 - 中村千絵
同作品では、景光の命令で百鬼丸を捨てたのは産婆であり、縫の方本人は赤子を手放すことを拒んでいた。次男である多宝丸も母として愛しているが、長男の赤子のことを常に気にかけており、赤子が生まれた際に首が砕けた菩薩像を修理することなく、そのまま祈りを捧げている。第十二話で百鬼丸と再会するも最終的に自分は百鬼丸の味方になることは出来ないと悟る。首の無い菩薩像を携えて「ばんもん」に駆けつけて百鬼丸に謝罪しながら泣き崩れ、せめて自分の身を捧げようと自害用の脇差しを胸に突き立てた。一命は取り留めたが長い間床に臥せっており、第十七話でようやく目覚める。目覚めた直後、百鬼丸の身代わりとなって首が奪われた菩薩像が砕け散った以上、鬼神との約定による醍醐領の繁栄は無理だと景光に告げるが、気のせいだと一蹴される。その後、第二十二話では捕らえられたどろろを救い出し、百鬼丸に会いたい気持ちを抑えきれずにどろろと共に城を出るが、川を下っている際に船が転覆し、どろろと共にミドロ号の生まれ故郷に流れ着く。第二十三話では、百鬼丸と多宝丸の異様とも言える壮絶な戦いを目の当たりにして、鬼神との約定による醍醐の繁栄が如何に脆いものかを再認識した。その後、醍醐の城が燃えているのを見て、息子たちが戦っているのならば見届けなければいけない、と城を目指す。第二十四話では、琵琶丸や寿海に助けられながら百鬼丸と多宝丸の居る場所にたどり着き、百鬼丸を見送った後、多宝丸に今まで寂しい思いをさせてきたことを謝罪し多宝丸を膝の上に寝かせ、焼き崩れる醍醐の城の中で運命を共にした。
彼女の持つ首の無い菩薩像は百鬼丸や琵琶丸の第六感では人とも鬼神とも異なる緑色に見えるが、これが何を意味しているのかは最終話でも明かされなかった。
初対面の寿海が一目見ただけで百鬼丸の母親だと気付くほど百鬼丸と容姿が似ている。
僧侶（そうりょ）
声 - 佐々木義人
醍醐景光を地獄堂に案内した僧侶。原作の上人とほぼ同じ役回りであるが、この地獄の世で祈るのは空しく、自身に御仏に対する疑念が生まれる前に斬られて救われたと、景光に礼を言いつつ息絶える。
田之介（たのすけ）
声 - 高橋広樹
第四話「妖刀の巻」に登場。元々は穏やかな妹想いの人物。原作同様、似蛭にて機密保持のため大工を処刑するが、さらに仕えている武将やその郎党も皆殺しにする。その後は辻斬りを行い続け、百鬼丸と対峙し、2度の戦いを経て百鬼丸に討たれる。しかし、その死顔は似蛭から解放され、安らかなものだった。
お須志（おすし）
声 - 井上麻里奈
第四話「妖刀の巻」に登場。原作同様、田之介の妹。同作品では、田之介の失踪後、家を捨て行商人として各地を行商しているという設定。作中、聴覚を取り戻した百鬼丸が最初に耳にしたのは、雨の音と兄の死に悲しむ彼女の慟哭であった。
ミオ
声 - 水樹奈々
第五・六話「守子唄の巻」に登場。子守唄を歌う少女。原作および1969年版とは違い、同作品ではどろろとも対面しているほか、OPアニメーションにも登場している。孤児の面倒を見たり、見ず知らずの百鬼丸を看病するなど心優しい性格。それと同時に売春をしている自分を忌々しく思いながらも、侍のために泣かないといった覚悟をもっているなど強く聡明な人柄。聴覚に慣れず自分の声すら厭う百鬼丸が、彼女の唄だけは好ましく聞いている。原作同様、廃寺に子どもたちと住んでいるが、夜に酒井方の陣を訪れ、雑兵に春をひさいで収入を得ていた。醍醐方の陣でも仕事を始めるが、粗暴な扱いを受け負傷する。さらに酒井方にも出入りしていることが発覚し、密偵の疑いをかけられ孤児たちもろとも殺されてしまう。彼女の死は、百鬼丸とどろろの2人に深い影を落とすことになるが、その悲しみと怒りは百鬼丸が初めて喋るきっかけともなる。死後、彼女が所持していた米の種は百鬼丸が彼女の形見として大事に所持している。
タケ
声 - 寺崎裕香
第五・六話「守子唄の巻」に登場。ミオを除く孤児のリーダー格。しかし、密偵の疑いにかけられ、ミオや孤児と共に殺されてしまう。原作および1969年版では名前がなかったものの、同作品で名前が付けられた。また、同作品ではどろろとも対面している。
弥二郎（やじろう）
声 - 小松史法
第七話「絡新婦の巻」に登場。石切の村で働く人足。その正体は、石切場から足抜けしようとする者を抜け道に案内する「逃がし屋」。深手を負った絡新婦を匿い、心を通じ合わせる。「おはぎ」と呼んだ絡新婦を逃がす途上、逃がし屋狩りの武者に見つかり、肩を射抜かれ深手を負ってしまう。激高する絡新婦が百鬼丸とも戦おうとするのをなだめ、敵意を治める。その後2人は見逃され、抜け道を使って何処かに消える。
さる
声 - 金田アキ
第八話「さるの巻」に登場。硫黄の谷の村の近くに住む野生児。両親を早くに亡くして山間に住み、獣を狩って暮らしていたが、村の人々からは迫害を受けていた。唯一優しく接してくれたお梅が、残され雲の「嫁」として捧げられそうになったため、百鬼丸とどろろとともに残され雲を退治しようと奮闘する。
お梅（おうめ）
声 - 小林沙苗
第八話「さるの巻」に登場。硫黄の谷の村で、唯一さるに優しく接していた女性。残され雲の「嫁」として生贄に捧げられそうになる。助けに来たさるを逆に庇って残され雲に喰われてしまうも、突進してくる残され雲の口に自分から飛び込む形になったため丸呑みされたことが功を奏して体内で生存しており、鬼神の撃破と共に救出された。最後は、さると共に村で生きていくことを決める。
火袋（ひぶくろ）
声 - 三宅健太
第九話「無残帳の巻」に登場。どろろの父親。農民出身者のみで構成された、侍を襲う野伏の頭目。手下のイタチが侍に取り入って生きようと主張するのを一蹴し、そのまま野伏を続けるつもりでいたが、領主に寝返ったイタチの裏切りにより手下の多くを失い、自身も足に多数の矢を受け、得物である長巻を杖代わりに歩くのがやっとの身になってしまう。その後は親子3人で放浪をしていたが、ある村で出遭った侍の1人が、かつて自分が討ち漏らした相手だったため戦いになる。1人で敵全員を倒して妻子を守ったが、最後の1人に矢を放たれ道連れに命を落とす。野伏時代に奪った金品の一部を持ち出して、力の無い農民が侍に立ち向かう大義のための資金として岬の洞窟に隠していた。第十四話「鯖目の巻」の冒頭では、過去のシーンとして自分の妻子の背中に隠し財産の在り処の地図を入れ墨として彫るに至った経緯が描かれている。
お自夜（おじや）
声 - 藤村歩
第九話「無残帳の巻」に登場。どろろの母親。夫を亡くした後、一人で幼いどろろを連れて育てていた。自分が食べる分の食糧までどろろに譲るなどして徐々にやつれていく。かつての仲間だったイタチが行っていた炊き出しでは、原作と同様に煮えた粥を素手で受け取り火傷する。できた火傷が癒える前に、曼珠沙華の花畑の中で力尽きて命を失った。第六話「守子唄の巻・下」でどろろがミオに語ったところによれば、どれだけ窮しても体を売ることだけはしなかったが、そのせいで死んでしまったとも言われている。第十四話「鯖目の巻」冒頭の過去のシーンで、火袋が隠し財産の在り処を教えようとした際には、自身がそれを知ると大義のためではなくどろろのためだけに財宝を使ってしまうとして、自分からは見えない背中に地図を入れ墨として彫るように求め、どろろには自分の背中にある地図を覚えておくように言い含めていた。
イタチ
声 - 佐藤せつじ
第九話「無残帳の巻」に登場。原作のイタチの斎吾に相当。頭である火袋を裏切って領主についたのは原作と同様であるが、野伏を続けて全ての侍を敵に回していては先が無いため、頑なに侍を襲うことにこだわる火袋と相容れず裏切った展開となっている。裏切る前はどろろをかわいがっており、どろろの方も懐いていた。後に近隣の食い詰め者を配下に加えるために行った炊き出しの場でどろろとお自夜に再会している。その際も、どろろから顔面に石礫を投げつけられたが予想して受け止め、特に罰を与えることも無く不問としている。
第十五話「地獄変の巻」に再登場し、どろろに地図を見せるよう迫って、第十六話「しらぬいの巻」でどろろを捕らえた。地図については火袋の下で野伏をやっていた頃から感付いていたが、火袋を裏切って領主に付き更に領主に裏切られた後、お自夜の墓を掘り起こし彼女の背中を見たことで確信した。第十八話「無常岬の巻」で本格的に金探しに乗り出すが、百鬼丸を追って来た多宝丸の軍勢の猛攻に合ったうえ、しらぬいが爆薬で崖を崩したため、どろろを庇い金を目前に拝みながら死亡した。
原作とは異なり最後まで改心することは無く金を求めていたが、どろろが困っていた時に手を組んだり、百鬼丸と多宝丸の決闘中にどろろが呼び掛けようとするも止める一面もあったりと、信頼関係が芽生えた模様。
助六（すけろく）
声 - 竹内順子
第十一・十二話「ばんもんの巻」に登場。醍醐領と朝倉領の国境の砦跡地に残る1枚の巨大な板塀「ばんもん」で、どろろと百鬼丸が出会った少年。夜になると「ばんもん」に現れる化け物の存在を2人に教える。夜になり狐の鬼神である九尾が現れると、2人が戦っている最中に砦を越え故郷の母親に会いに行こうとするが、朝倉領の武士に捕まってしまう。「ばんもん」に磔にされ処刑されかかるも、百鬼丸とどろろに救われ、母とも再会を果たした。原作では多宝丸に殺されるが、同作品では処刑されずどろろに救出され、家族とも再会している。
女房（にょうぼう）
声 - 長谷川暖
第一話「醍醐の巻」に登場。産婆とともに百鬼丸を取り上げた女房。目も鼻も口も無い赤子を見て、恐怖のあまり醍醐屋敷から逃げ出してしまった。第十一話「ばんもんの巻・上」にすっかり正気を無くした状態で再登場し、百鬼丸と鬼神の顛末のような子守唄を石の赤子を抱きながら歌い続けている。町中で百鬼丸を目撃した際や多宝丸に詰問された際には「鬼の子が醍醐に祟りを返しに来た」と慄いた。
おかか
声 - 藤村歩
第十三話「白面不動の巻」に登場。原作の「白面不動の手下」に相当する。原作とは異なり、とある滝の裏で不動像を彫り続け、顔を完成させられぬまま亡くなった仏師が、あやかしが憑りついて白面不動と化した不動像の力によって蘇った死人。相手の心を読み、相手が最も油断する姿と声に変化できる。その能力で次々と男たちを捕らえ、顔を白面不動に捧げていた。原作と異なり白面不動が意思らしきものを一切見せないこともあり、完璧な不動像の完成に懸けるおかか本人の妄執の方に焦点が当てられている。捕らえた百鬼丸の顔を剥ごうとするが、それを止めようとするどろろに諭されて自身の妄執の出所が分からなくなり、狼狽したところを白面不動の剣で斬られる。最期は、どろろの顔に手を当てながら穏やかに消滅した。
鯖目（さばめ）
声 - 遊佐浩二
第十四話「鯖目の巻」と第十五話「地獄変の巻」に登場。村1つを治める領主で、焼け寺の跡地を訪れたどろろと百鬼丸に声を掛け、自らの屋敷に2人を招き焼け寺と妖怪の話を聞かせる。その夜、自らの村を守るためマイマイオンバに2人を食わせようとするが失敗する。翌日、自身を尾行して来た百鬼丸に、マイマイオンバとの約定により村の平和を保っていることを明かし、羽化したばかりのマイマイオンバに百鬼丸を襲わせるが、またも失敗。その後、マイマイオンバが物見櫓に衝突したことで発生した火事で村が全焼し、自身が殺した寺の尼を思い出しながら、失意の中で死亡する。
しらぬい
声 - 木島隆一 / 渡辺優里奈（子供時代）
第十六話「しらぬいの巻」と第十八話「無常岬の巻」に登場。火袋が金を隠したとされる岬で、岬に渡るための舟を探していたイタチ一味が出会った片腕の少年。サメの二郎丸と三郎丸を飼い慣らしており、自身の片腕はサメたちに自ら餌として与えた。それ以後、二郎丸と三郎丸が人間の味を覚えてしまったため、様々な人間をサメたちに食わせている。手出しができない海上に誘い出したイタチ一味の半数をサメの餌にした後、サメの腹が空くまでの間その場を離れた隙に見張りに残した三郎丸を殺され、自身も上陸したイタチらに半殺しにされるも、どろろの懇願により止めは刺さずに放置されていた。詳細な過去は語られていないが、子供時代に死んだ母親が干からびてミイラ化するのを座って見ている回想シーンがあり、このことにより人間よりもサメの方が上という考えになったと示されている。三郎丸と鬼神化した二郎丸を失い、悲しみと憎しみに満ちた表情を浮かべながら、全く無関係な醍醐軍も含めて道連れを図って大量の火薬で自爆して崖崩れを起こし、絶命した。
宗綱（むねつな）
声 - 山路和弘
第十九話「天邪鬼の巻」に登場。名の知れた刀鍛冶で、百鬼丸の折れた刀を新調した。天邪鬼が村の神社に封じられていることは知っていたが、本当に封じられているとは思っていなかった。
おこわ
声 - 宮本侑芽
第十九話「天邪鬼の巻」に登場。宗綱の娘で、相手に額を擦り付ける癖を覚えてしまった百鬼丸の行動を勘違いして彼に惚れてしまい、彼を百さまと呼ぶようになる。その後、天邪鬼の術にかかって本心とは反対のことを言ってしまう百鬼丸の言葉を真に受けて祝言まで挙げるが、天邪鬼が倒され真相が分かると村の男からプロポーズを受け祝言を挙げていた。
賽の目の三郎太（さいのめのさぶろうた）
声 - 中村悠一
第二十話「鵺の巻」に登場。胸に大きな傷のある若い青年。怪物が出るという峠を目指していた百鬼丸とどろろの前に現れ、母の敵だという鵺の退治のために2人に同道する。しかし、実は鵺に協力してこれまで山を通る人間を鵺に捧げてきており、鵺が現れた所でそれに挑む百鬼丸に襲いかかり、2人を崖下に突き落とした。かつてはより良い生活のために武士を目指す母親思いの人間であったが、老いた母を担いで山を移動中に鵺に襲われ、自分を掴む母の手を切り落として1人で逃走。その後村の男衆とともに敵討ちに行くも彼らも返り討ちに遭い、その時に男達が見せた恐怖の表情を見て自身の弱さを正当化、以後他人の恐怖と絶望を引き出すことだけを生き甲斐に鵺に人間を襲わせ続けていた。再度挑んできた百鬼丸に鵺が追い詰められると身を挺して鵺を守り、直後に鵺に食われて一体化した。鵺の恐怖に屈さない百鬼丸を羨むと同時に死の間際にはそんな百鬼丸を人ではないと見なした。原作にも登場するキャラクターで、こちらでは妖馬ミドロ号と繋がりのある槍使いだったのに対し、同作品では鵺と繋がっている普通の青年となっており、その顛末も異なっている。

### 鬼神
同作品では、百鬼丸の身体を奪った妖怪は、48の魔物から12柱の鬼神に変更されている。さらに菩薩像が身代わりとなったため、実際に身体を奪えた鬼神は11柱である。原作や1969年版と同じく鬼神自体には姿形はなく、百鬼丸から奪った部位を依り代に、物体や生物に憑依し変化することで現出する。作中で分かる範囲では契約を忠実に実行しており、醍醐領は繁栄の一途を辿っていたが、鬼神が百鬼丸に倒され始めるとともに、醍醐領の恵みに翳りが見え始めている。それ以外では気ままに人を襲って食らう、約定で人を利用あるいは守護するなど、行動に他の妖怪との差異は見られず、彼らが倒された時に起きる百鬼丸の身体の一部が戻る、鬼神堂の鬼神像に大きなひび割れが入る等の現象でしか、鬼神か単なる妖怪かの区別は付かない。
泥鬼
第一話「醍醐の巻」に登場。奪った部位は表皮。原作では、名無しの死霊が操るゴミの化け物。川を流れて移動しながら、ゴミか泥のような体表を触手のように伸ばして手近な人間を捕食する。倒すと、地獄堂の鬼神像の一体が損壊し、醍醐領に大規模な地滑りが発生した。
万代（ばんだい）
声 - 小山茉美
第二話「万代の巻」に登場。奪った部位は痛覚神経。同作品では、村人も万代とグルであり、万代が食い殺した旅人から金品を奪うという共犯関係にあった。
長い舌の妖怪
第三話「寿海の巻」に登場する、同作品のオリジナルキャラクター。奪った部位は右足。大きく開く口と長い舌を持つ異形の魔物。旅立つ前の百鬼丸を襲った無数の魔物たちの一体で、この妖怪を倒したことで百鬼丸に右足が戻ったのを見た寿海は、義理の息子を旅立たせることを決めた。作中の時系列では、百鬼丸が最初に倒した鬼神にあたる。
似蛭（にひる）
第四話「妖刀の巻」に登場する。奪った部位は両耳と聴覚。田之介の主君が保持していた錆びた太刀に、鬼神が取り憑いて妖刀と化したもの。劇中では終始雨が降っているが、似蛭が倒されて以降、醍醐領では日照りが続くことになる。
蟻地獄（ありじごく）
第五・六話「守小唄の巻」に登場する、同作品のオリジナルキャラクター。奪った部位は声帯。巨大なアリジゴクで、水源地付近の山小屋の前に巣を張り、獲物を待ち構えている。琵琶丸と2人で挑んだ初戦の結果、百鬼丸に声帯が戻るが、既に取り戻していた右足を捕食されてしまう。義足代わりの木の棒に廃寺の子供が見つけた銘刀を仕込む作戦で再戦し完全に撃破、百鬼丸に再び右足が戻る。なお、この鬼神が倒される直前に恵みの雨が降りかけていたが、倒されると同時に止み、再び日照りが続くことになる。
残され雲（のこされぐも）
第八話「さるの巻」に登場する、同作品のオリジナルキャラクター。奪った部位は鼻と嗅覚。胴体の両端部にそれぞれ頭を備えた、双頭の巨大な百足。黒い雲を纏って飛行する。村一つを自らの雲で覆って灰の雨を降らせ、若い娘を「嫁」として生贄に捧げると去っていく。日光に弱く、周囲の黒雲を散らされると悶え苦しむ。また、降り注ぐ灰は脱皮した皮である。周囲を取り巻く黒雲も全て体の一部で、視覚がなく敵意で敵を感知していた百鬼丸には周囲すべてが真っ赤に染まって見えてしまう。初戦では、それまで頼ってきた感覚が使えず狼狽した百鬼丸を翻弄してお梅を丸呑みするも、再戦では、聴覚を取り入れた戦法を見出した百鬼丸とどろろの連携で、本体の位置を特定され撃破された。
九尾（きゅうび）
第十一・十二話「ばんもんの巻」に登場。奪った部位は作中では言及されていない。原作同様、醍醐領と朝倉領の国境に築かれた壁「ばんもん」に潜む妖狐。無数の狐火に分裂しているが、集まって九尾の狐の姿に変化する。「ばんもん」にあやかしが巣食うことで戦の抑止力となっていたが、百鬼丸とどろろに「ばんもん」から追い払われ、それによって醍醐と朝倉の戦が再燃してしまう。戦が始まると百鬼丸と戦いながら「ばんもん」に舞い戻り、朝倉方の大将を喰らって戦を納めるが、百鬼丸に追い詰められ「ばんもん」に吸い込まれるように一体化、程なく「ばんもん」もろとも崩壊した。
マイマイオンバ
声 - 濱口綾乃
第十四話「鯖目の巻」と第十五話「地獄変の巻」に登場。奪った部位は背骨。蝶か蛾のような妖怪で、鯖目の前では人間の姿に変化する。幼虫はネバ糸を出す芋虫の妖怪。鯖目の屋敷内で幼虫に百鬼丸とどろろを襲わせたが、百鬼丸から返り討ちにされそうになりマイマイオンバが助け出した。翌日、湖で百鬼丸により刀で斬り付けられると共に、火を着けられて倒される。
二郎丸（じろうまる）、三郎丸（さぶろうまる）
第十六話「しらぬいの巻」と第十八話「無常岬の巻」に登場。奪った部位は左足。しらぬいに飼い慣らされている2匹の巨大なサメ。原作同様、魚類とは思えない高い知性を持っており、しらぬいとの絆は深く、命令には忠実に従う。しらぬいの腕を食べてから人間の味を覚え、村人を食い尽くすまでになる。三郎丸は原作と同じくどろろとイタチたちの策により殺され、その死骸はしらぬいをおびき寄せる罠に利用される。二郎丸も見た目は普通のサメであったが、第十六話の終盤で目の色が黒く変色して妖怪としての本性を現し、第十八話の序盤で三郎丸の死骸を捕食して全身が白く変色、鰭も陸上での歩行が可能な形態になるなど、鬼神らしい姿へと変化した。その後、どろろを襲おうとしたが、駆け付けた百鬼丸によって斬られる。
鵺（ぬえ）
第二十話「鵺の巻」に登場。第二十一話で倒された際に、十三体目の鬼神の両腕が発光したことから、奪った部位は両腕と推測される。頭が狒々、体が虎、後脚が鷲、尻尾が蛇の怪物。とある山の峠に住み着き、山を通る人間を襲っていた。ある時、三郎太とその母を襲って三郎太の母を惨殺、その時の恐怖に屈して精神を病んだ三郎太と協力関係を結び、それ以降は彼が誘き寄せてきた人間を食らってきた。百鬼丸との最初の戦いでは三郎太の支援もあって百鬼丸を退けたが、次の戦いでは圧倒され全身を斬りつけられた挙げ句に顔の半分を損傷するまで追い詰められた。直後に自分を庇った三郎太を食らうことで再生を果たすと失った顔の半分には肉塊状の三郎太の体が浮かび上がり、さらに背中からは白い鳥の翼を生やして百鬼丸に再度襲いかかったが、どろろが駆けつけた時には既に勝負は付いており、取り込んでいた三郎太もろとも絶命した。しかし、持っていた部位は九尾と同様に十二体目の鬼神に奪われたため百鬼丸の体は戻らずその死骸は苛立った百鬼丸に散々痛めつけられた。
十二体目の鬼神
声 - 宮園拓夢
第十二話「ばんもんの巻・下」より登場。他の鬼神と同様、醍醐との契約により召喚されるが、縫の方が持つ菩薩像の加護により出生時の百鬼丸から身体の一部を奪えなかったため、鬼神堂の最も奥に鎮座する三面の鬼神像に封じられている。鬼神堂を訪れた琵琶丸は「一体だけはなんとか封じられている」と見ている。その後訪れた多宝丸たちを、黒い風を起こして鬼神堂から締め出した。第二十二話「縫の巻」にて、九尾や鵺が奪っていた百鬼丸の体の一部を持っていることが判明し、それらの部位を多宝丸や陸奥、兵庫の3人にそれぞれ失った部位を補うように与える。第二十四話「どろろと百鬼丸」では、目を取り返したことで全て取り返すことに成功した百鬼丸の前に現れるも、返り討ちに遭い消滅する。

### その他の妖怪
蟷螂骸骨武者の妖怪
同作品のオリジナルキャラクター。第一話「醍醐の巻」に登場する妖怪。醍醐の居城付近の川辺に打ち捨てられた落ち武者の白骨死体に宿った魔物で、カマキリと鎧を着た骸骨が合わさったような外観。出生直後の百鬼丸が醍醐の命で産婆により川に流されそうになった時に出現。産婆を捕食し、百鬼丸も襲うが、通りかかった琵琶法師に切り捨てられる。
金小僧（かねこぞう）
声 - 北沢力
第二話「万代の巻」に登場する妖怪。同作品では、村人に騙され、万代に食われたお遍路の亡霊が変化した六部殺し。村人たちが退治して欲しかった妖怪とは、万代ではなく彼の方だったのだが、他者への害意がないため、敵意を感知して戦う百鬼丸は終始無反応だった。
鎌鼬（かまいたち）
第三話「寿海の巻」に登場する、同作品のオリジナルキャラクター。幼少時の百鬼丸を襲った魔物の一体。単なる妖怪だが、エンドカードには同話に登場する鬼神ではなく鎌鼬が採用されている。
妖鳥（ようちょう）
第五話「守小唄の巻・上」に登場する、同作品のオリジナルキャラクター。鳥と翼竜が合わさったような怪鳥。そのスピードと轟音で、聴覚を取り戻した直後で慣れない音に苦戦する百鬼丸を翻弄したが、通りかかった琵琶丸に仕込み刀にて斬り伏せられた。
絡新婦（じょろうぐも） / おはぎ
声 - 甲斐田裕子
第七話「絡新婦の巻」に登場する、同作品のオリジナルキャラクター。十二の鬼神とは異なり、百鬼丸の存在に固執しない。外観は、上半身が人間に似た巨大な蜘蛛。人間の女性に変化し、男性から精気を吸い取る。会話できる程度の知性と理性を持つ。人間を貴重な餌と考えており、吸う精気の量は相手が死なない程度に留めている。森でどろろと百鬼丸に見つかり深手を負い、かろうじて人間に擬態していたところを弥二郎に救われる。萩の花の下で倒れていたため、仮に「おはぎ」と呼ばれる。弥二郎にほだされ、精気を吸うこともできずやつれてきたため、逃がし屋である弥二郎の案内で村を脱出することにするが、百鬼丸と逃がし屋狩りの武者たちに見つかってしまう。戦闘の末、弥二郎の言葉によって敵意が消え失せ、百鬼丸の目にも敵と認識できなくなったため見逃される。
蟹化物
同作品のオリジナルキャラクター。第十話「多宝丸の巻」に登場する妖怪。数メートルほどの巨大な蟹で、背中の甲羅に人のような顔と大きな口がある。湖の中に潜んで巨大な渦を使って漁師の船を引き込んで、甲羅の口の部分で飲み込んでいた。多宝丸の策により水を抜かれた湖で仕留められそうになるが水門を破壊し形勢を逆転。兵庫を食おうとしたところを、多宝丸と、助っ人に入った百鬼丸に斬られる。
白面不動（はくめんふどう）
第十三話「白面不動の巻」に登場。同作品では、とある滝の裏で未完成のまま放置された巨大な不動明王像に、あやかしが取り憑いて成った怪異として扱われている。身体が石仏であるため、剣を握る右手以外は動かすことができず、他には口から黒い風を起こすくらいしか攻撃手段がない。自分を彫った仏師を蘇らせ、力を貸し与えることで顔を狩っていた。無心で次々と顔を欲した原作と異なり、顔を狩ったり外敵を排除するために機械的に右手を動かしたりする以外は、意思があるような反応は全く見せない。また、どんな顔を狩ってもまともに像には反映されず、キュビズムのように崩れた顔にしかならない。百鬼丸の刀を顔面に突き立てられ、更に百鬼丸を狙ったはずの剣を躱されて自分の顔面にめり込ませてしまい、顔が完全に破壊されたことで妖気が消失した。
小僧妖怪（こぞうようかい）
声 - 大谷育江
第十四話「鯖目の巻」と第十五話「地獄変の巻」に登場。頭を丸めた姿をした尼の幽霊に連れられた図体の大きな子供の妖怪。胎児にも似た姿をしており赤ん坊のように「まんま、まんま」と繰り返し、どろろに甘えてくる。正体は鯖目の村人たちによってマイマイオンバの幼虫への生贄にされた寺の孤児たちの霊の集合体で、優しくしてくれたどろろをマイマイオンバの幼虫から救う。
屍木（あやかしき）
第十七話「問答の巻」に登場する、同作品のオリジナルキャラクター。鬼灯のような実がなっている巨木の魔物で、実の中から狛犬のような妖怪が出てきて人を襲う。百鬼丸によって幹の中央を斬られると妖気共々実が消えた。
天邪鬼（あまのじゃく）
第十九話「天邪鬼の巻」に登場する、同作品のオリジナルキャラクター。術を使う妖怪で、天邪鬼の術にかかった人間は本心とは反対のことを言ってしまう。元々村の神社で毘沙門天の足元に封じられていたが、いつの間にか出てきており、村人たちに術をかけていた。宗綱に気絶させられ、再び封じられた。
ミドロ号
声 - 石黒史剛
第二十一話「逆流（ぎゃくる）の巻」と第二十二話「縫の巻」さらに第二十三話「鬼神の巻」に登場。醍醐の外れの村で飼われていたが、朝倉との戦支度のために子馬から引き離され戦に駆り出された。百鬼丸を討つため爆弾により百鬼丸と共に爆殺されるが、生き返って燃え盛る炎のような毛並みを持った妖怪の馬になった。第二十二話では、自分と同様に醍醐に強い憎しみを抱く百鬼丸に協力し、彼を背に乗せ醍醐の兵を殺戮して回る。その後、第二十三話で陸奥や兵庫と闘っている最中に子馬が駆け付け、子馬に気が逸れた隙を突かれ相討ちの形で最期を迎える。原作では木曽路、1969年版では景行が飼っていた、幾多の戦乱をくぐり抜けてきた牝の名馬だった。

## スタッフ
- 原作 - 手塚治虫[3]
- 監督 - 古橋一浩[3]
- シリーズ構成 - 小林靖子[3]
- キャラクター原案 - 浅田弘幸[3]
- キャラクターデザイン - 岩瀧智[3]
- 美術監督 - 藤野真里[3]
- 色彩設計 - 三笠修[3]
- 撮影監督 - 大山佳久[3]
- 編集 - 武宮むつみ[3]
- 音楽 - 池頼広[3]
- 音楽制作 - フジパシフィックミュージック
- 音響監督 - 小泉紀介[3]
- 音響効果 - 倉橋静男[3]
- アニメーションプロデューサー - 松永理人
- アニメーション制作 - MAPPA、手塚プロダクション[3]
- 製作 - ツインエンジン[3]

## 主題歌
オープニングテーマ
「火炎(FIRE)」（第一話 - 第十二話）
作詞・作曲 - 薔薇園アヴ / 編曲 - 女王蜂、塚田耕司 / 歌 - 女王蜂
「Dororo」（第十三話 - 第二十四話）
作詞 - 後藤正文 / 作曲 - 山田貴洋、後藤正文 / 歌 - ASIAN KUNG-FU GENERATION
エンディングテーマ
「さよならごっこ」（第一話 - 第十二話）
作詞・作曲 - 秋田ひろむ / 編曲 - 出羽良彰、amazarashi / 歌 - amazarashi
「闇夜」（第十三話 - 第二十四話）
作詞・作曲・歌 - Eve / 編曲 - Numa

劇中使用曲「赤い花白い花」（第五話、第六話）
作詞・作曲 - 中林三恵 / 歌 - ミオ（CV:水樹奈々）

## 放送情報

### 各話リスト
| 話数       | サブタイトル     | 脚本     | 絵コンテ        | 演出              | 作画監督                                                                                               | 総作画監督               |
| ---------- | ---------------- | -------- | --------------- | ----------------- | --- | ------------------------ |
| 第一話     | 醍醐の巻         | 小林靖子 | 古橋一浩        | 古橋一浩          | 加藤雅之 若月愛子                                                                                      | 岩瀧智                   |
| 第二話     | 万代の巻         | 小林靖子 | 初見浩一        | 初見浩一          | 鎌田均 若月愛子                                                                                        | 岩瀧智                   |
| 第三話     | 寿海の巻         | 吉村清子 | 吉村文宏        | 吉村文宏          | 青木一紀 興村忠美                                                                                      | 岩瀧智                   |
| 第四話     | 妖刀の巻         | 金田一明 | 桑原智          | 鈴木卓夫          | 斉藤圭太 手島勇人 興村忠美                                                                             | 岩瀧智                   |
| 第五話     | 守小唄の巻・上   | 小林靖子 | 松尾衛          | 大峰輝之          | 加藤雅之 若月愛子 村上竜之介                                                                           | 岩瀧智                   |
| 第六話     | 守小唄の巻・下   | 小林靖子 | 寺岡巌          | 初見浩一          | 加藤雅之 若月愛子 首藤武夫 柳瀬譲二                                                                    | 岩瀧智                   |
| 第七話     | 絡新婦の巻       | 村越繁   | 古橋一浩        | 吉村文宏          | 瀬谷新二 後藤伸正                                                                                      | 岩瀧智                   |
| 第八話     | さるの巻         | 金田一明 | 黒川智之        | 大峰輝之          | 冨永拓生 村上竜之介 山田裕子 佐野誉幸                                                                  | 岩瀧智                   |
| 第九話     | 無残帳の巻       | 村越繁   | 又野弘道        | 又野弘道          | 青木一紀 松下純子 興村忠美 古瀬登 青木真理子                                                           | 岩瀧智                   |
| 第十話     | 多宝丸の巻       | 金田一明 | 新留俊哉        | 西畑佑紀          | 柳瀬譲二 小美野雅彦 加藤雅之 若月愛子 山田裕子 首藤武夫                                                | 岩瀧智                   |
| 第十一話   | ばんもんの巻・上 | 吉村清子 | 吉村文宏        | 吉村文宏          | 森田実 瀬谷新二                                                                                        | 岩瀧智                   |
| 第十二話   | ばんもんの巻・下 | 小林靖子 | 澤井幸次        | 川奈加奈          | 加藤雅之 若月愛子 首藤武夫 山田裕子 冨永拓生 細田沙織                                                  | 岩瀧智                   |
| 第十三話   | 白面不動の巻     | 村越繁   | 吉村文宏        | 波多正美 鈴木卓夫 | 千葉繁                                                                                                 | 羽山賢二 岡真里子        |
| 第十四話   | 鯖目の巻         | 吉村清子 | 二村秀樹        | 清水久敏          | 森田実 古瀬登 松下純子 Kweon Hyeok-jeong                                                               | 岩瀧智 岡真里子 青木一紀 |
| 第十五話   | 地獄変の巻       | 吉村清子 | コバヤシオサム  | コバヤシオサム    | 加藤雅之 若月愛子 柳瀬譲二 冨永拓生                                                                    | 岩瀧智                   |
| 第十六話   | しらぬいの巻     | 金田一明 | 石田貴史        | 石田貴史          | 山田裕子 細田沙織 関みなみ                                                                             | 岩瀧智 岡真里子          |
| 第十七話   | 問答の巻         | 小林靖子 | 吉村文宏        | 吉村文宏          | 森田実 松下純子 興村忠美 Shim Min-Hyeon                                                                | 岩瀧智 岡真里子 青木一紀 |
| 第十八話   | 無常岬の巻       | 吉村清子 | 大峰輝之        | 大峰輝之          | 加藤雅之 若月愛子 柳瀬譲二 冨永拓生 佐野誉幸 山口仁七                                                  | 岩瀧智                   |
| 第十九話   | 天邪鬼の巻       | 村越繁   | 古橋一浩 境宗久 | 清水久敏          | 糸山礼央 加藤雅之 柳瀬譲二 冨永拓生 安田祥子 若月愛子                                                  | 岡真里子                 |
| 第二十話   | 鵺の巻           | 金田一明 | 佐藤成          | 佐藤成            | 山田裕子 細田沙織 関みなみ 佐野誉幸                                                                    | 岩瀧智                   |
| 第二十一話 | 逆流の巻         | 村越繁   | 新井宣圭        | 新井宣圭          | 山田裕子 柳瀬穰二 加藤雅之 富永拓生 細田沙織 若月愛子                                                  | 岩瀧智                   |
| 第二十二話 | 縫の巻           | 吉村清子 | 吉村文宏        | 大峰輝之          | 関みなみ 糸山礼央 林弘子 朴旲烈 村長由紀 野田友美                                                      | 岩瀧智 岡真里子          |
| 第二十三話 | 鬼神の巻         | 小林靖子 | 小林寛          | 徳土大介          | 小沼由莉香 木村友紀 小見山和也 山田裕子 柳瀬譲二 加藤雅之 冨永拓生 細田沙織 若月愛子 安田祥子 安彦英二 | 岩瀧智 岡真里子          |
| 第二十四話 | どろろと百鬼丸   | 小林靖子 | 古橋一浩        | 古橋一浩          | 加藤雅之 若月愛子 富永拓生 山田裕子 関みなみ 糸山礼央 村長由紀 木村友紀 大峰輝之 秋田学                | 岩瀧智                   |

### 放送局
| 放送期間                | 放送時間                     | 放送局               | 対象地域 | 備考                                 |
| ----------------------- | ---------------------------- | -------------------- | -------- | ------------------------------------ |
| 2019年1月7日 - 6月24日  | 月曜 22:00 - 22:30           | TOKYO MX             | 東京都   |                                      |
| 2019年1月8日 - 6月25日  | 火曜 0:30 - 1:00（月曜深夜） | BS11                 | 日本全域 | BS放送 / 『ANIME+』枠                |
| 2019年1月12日 - 6月29日 | 土曜 2:00 - 2:30（金曜深夜） | 時代劇専門チャンネル | 日本全域 | CS放送 / 『時専シンヤ』枠 / 字幕放送 |

インターネットでは、Amazonプライム・ビデオにて2019年1月7日0:00より日本・海外独占配信中。

## 関連商品

### 映像ソフト
| 巻 | 発売日        | 収録話          | 規格品番   |
| -- | ------------- | --------------- | ---------- |
| 上 | 2019年5月22日 | 第1話 - 第12話  | VPXY-71721 |
| 下 | 2019年8月21日 | 第13話 - 第24話 | VPXY-71722 |